# Три богатира
Три богатира (рус. Три богатыря) представљају три епске особе, витезе из руских биљина : Илија Муромец, Добриња Никитич и Аљоша Попович. 
Заједничко им је да долазе из североисточне стране Кијевске Русије (Муром, Рјазан, Ростов), путовање у Кијев, бој са злим чудовиштем и богатирска служба на двору кнеза Владимира Црвеног Сунчаног (Владимира Красное Солнышко). У неким причама богатири наступају и заједно.

## Такође погледајте
- Три богатира (франшиза) — руска серија цртаних филмова